# Tadeusz Kruszelnicki
Taduesz Kruszelnicki (sinh ngày 19 tháng 8 năm 1955 ở Gliwice) là một vận động viên quần vợt xe lăn đến từ Ba Lan. Hiện nay anh đang cư trú tại Ziębice, Kruszelnicki đã được xếp loại hạt giống cao nhất là vị trí số 3 ở đơn vào ngày 10 tháng 4 năm 2006, và vị trí số 5 vào ngày 23 tháng 6 năm 2003 trong bảng xếp hạng quần vợt xe lăn. Anh đã đại diện cho nước Ba Lan của anh tại tất các kì đại hội Paralympic mùa hè từ năm 1996, và thi đấu cho cả hai nội dung là đơn và đôi.

## Grand Slam

### Đơn nam Grand Slam - Á quân (1)
| Năm  | Giải       | Đối thủ    | Kết quả chung cuộc |
| ---- | ---------- | ---------- | ------------------ |
| 2001 | Úc mở rộng | David Hall | 6-2, 6-0           |